# Cornudella de Valira
Cornudella de Valira és un antic municipi de la Ribagorça que al 1955 es va agregar al terme d'Areny de Noguera, a la Baixa Ribagorça de l'Aragó.
El nom tradicional, emprat pels locals, és Ribera de Cornudella (o, simplificant, Ribera), el qual designa un aplec de nuclis petits i masos isolats repartits per la vall de la Valira de Cornudella.
Al cim de la serra de Cornudella, contrafort de la serra de Sis, es trobava l'antic castell de Cornudella, actualment desaparegut, que va donar nom al poble, tocant a la Valira de Cornudella, riu que neix al vessant meridional de la serra de Sis, sota el pic d'Amariedo.
Segons el cens de l'any 1381 a Cornudella hi havia 33 llars (focs). L'any 1385 hi havia 34 morabatins. En el cens de l'any 1554 apareixen 40 cases amb el seu castell.

## Pobles de l'antic terme de Cornudella de Valira
- La Plana[7]
- Ribera de Vall.[8] Feia de capital del municipi. Dalt d'un tossal està l'ermita de Sant Pere, de construcció romànica.[9]
- Puimolar[10]
- Soperuny[11]
- Suerri[12]
- Sant Martí del Sas[13]
- El Sas[14]
- Tresserra[15]

## Conjunt megalític d'època neolítica
A Cornudella es van localitzar dos dòlmens construïts amb blocs erosionats, procedents de la morrena glacial sobre la qual s'assenten. Són de planta rectangular, d'1,5 metres de longitud aproximadament. Tots dos conserven la coberta, però els seus túmuls han desaparegut gairebé del tot. Les troballes de la seva excavació van ser: fragments de ceràmica tosca, dos burins, un raspall petit, un raspall de cristall de roca; i també diversos fragments de teula àrab, ceràmica vidriada i una moneda de Carles II el que prova la remoció d'aquests monuments des dels segles XVII-XVIII.